# Esprit Antoine Blanchard

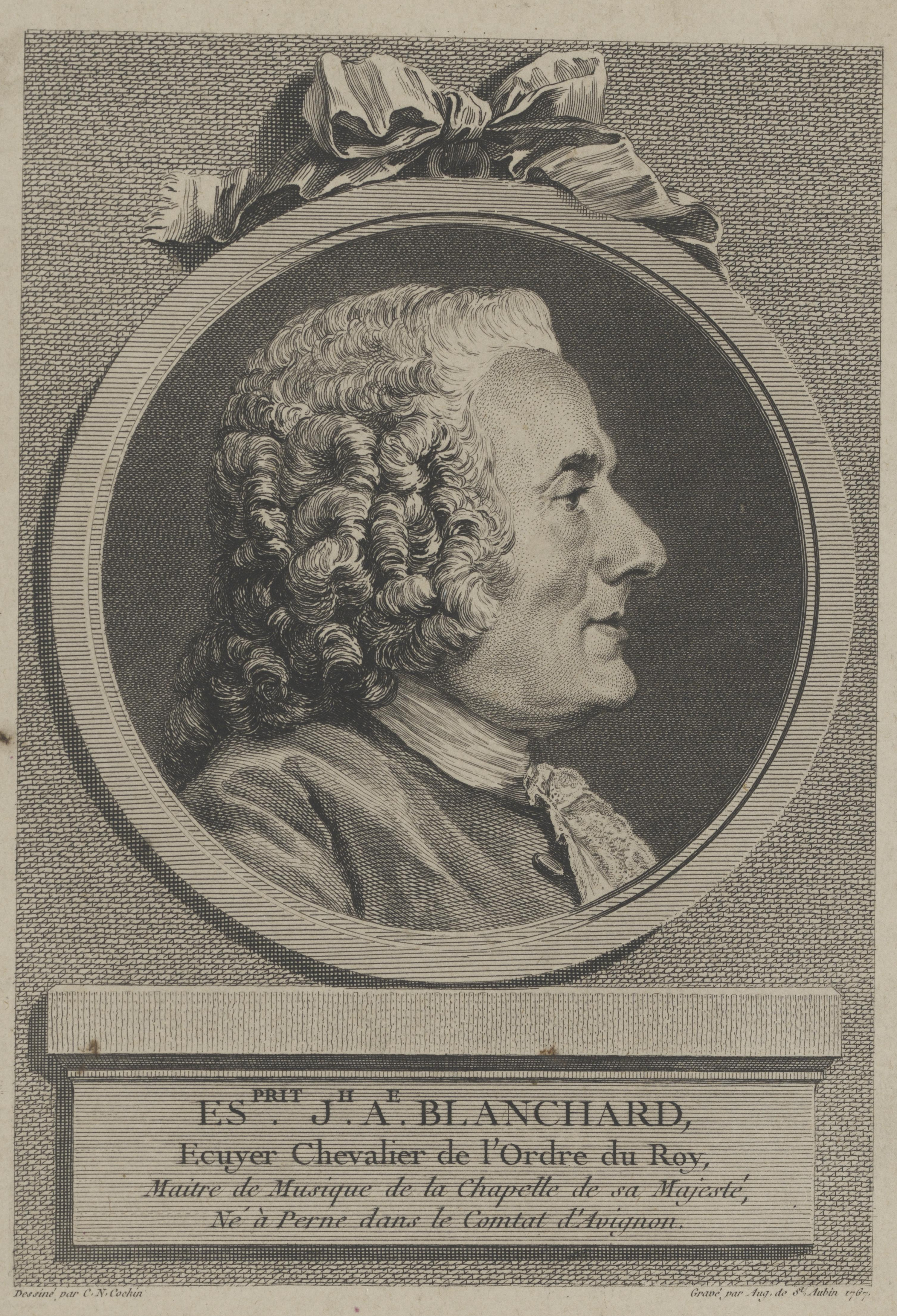
Esprit Antoine Blanchard

Antoine Blanchard – auch Esprit-Joseph-Antoine Blanchard (* 29. Februar 1696 in Pernes-les-Fontaines; † 19. April 1770 in Versailles) war ein französischer Musikmeister, Königlicher Kapellmeister am französischen Hof und Komponist des musikalischen Barock und der Vorklassik.

## Leben und Wirken
Antoine Blanchard war bereits in der Kindheit Sänger im Chor der Kathedrale Saint-Sauveur in Aix-en-Provence und Schüler von Guillaume Poitevin. Neben Musik und Komposition studierte er Theologie, Latein und Mathematik. Im Jahr 1717 wurde er mit erst 21 Jahren zum Maître de Musique (Musikmeister) der Abtei Saint-Victor in Marseille ernannt und wirkte in Folge in der gleichen Position in der Kathedrale von Toulon, der Kathedrale von Besançon und der Kathedrale von Amiens.
Blanchard gilt als einer der wichtigsten Komponisten der französischen Grand Motet. Bereits seit 1732 hatten sich seine Motetten in den Programmen der Pariser Concert Spirituel etabliert und die Aufführung der Motette Laudate Dominum in Anwesenheit des Königs Ludwig XV. im Jahre 1737 ebnete den Weg für eine Berufung in die Chapelle Royal in Versailles im Jahr 1738, wo er dann bis zu seinem Tode in Diensten verblieb. Ihm wurde 1761 der Titel des Königlichen Kapellmeisters (Maître de Musique de la Chapelle du Roy) verliehen und ebenso der Ehrentitel Écuyer, Chevalier de l’Ordre du Roy.

## Werke
- 46 Motetten für Soli, Chor und Orchester (archiviert in der Bibliothèque nationale de France)
- Magnificat (1741)
- Te Deum  (1744)
- In Exitu Israel – Motette für Chor und Orchester (1749)
- Chor- und Orchesterwerke